# Camara Laye
Camara Laye (Kouroussa, Guinea Francesa, 1 de enero de 1928 – Dakar, Senegal, 4 de febrero de 1980) fue un escritor guineano.

## Biografía
Camara estudió en una escuela coránica y continuó su educación en Conakry. En 1947, se mudó a Francia, donde trabajó como mecánico.
Regresó a Guinea al casarse y trabajó en el ministerio de información. Su obra versa sobre el folclore africano.
Falleció de una infección renal.

## Obra
- L'Enfant noir, 1953
- Le Regard du roi, 1954
- Dramouss, 1966
- Le Maître de la parole - Kouma Lafôlô Kouma, 1978